# Distrito electoral local 2 de Sonora
El II Distrito Electoral Local de Sonora es uno de 21 distritos electorales del Congreso del Estado de Sonora; en los que se encuentra dividido el territorio del estado. Su cabecera distrital es la ciudad de Puerto Peñasco.

## Municipios
- Puerto Peñasco
- San Luis Río Colorado

## Diputados por el distrito
- LV Legislatura (1997-200)
  - Óscar Federico Palacio Soto
- LVI Legislatura (2000-2003)
  - Alfredo López Aceves
- LVII Legislatura (2003-2006)
  - José Rodrigo Vélez Acosta
- LVIII Legislatura (2006-2009)
  - Sergio Cuellar Yescas
- LIX Legislatura (2009-2012)
  - Gerardo Figueroa Zazueta
- LX Legislatura (2012-2015)
  - Marco Antonio Flores Durazo
- LXI Legislatura (2015-2018)
  - Célida Teresa López Cárdenas  2015-2017  2017-2018
- LXII Legislatura (2018-2021)
  - Lázaro Espinoza Mendívil
- LXIII Legislatura (2021-2024)
  - Óscar Castro Castro